# Kony 2012
Kony 2012 é um documentário criado pela Invisible Children, Inc.. O documentário funciona como uma denúncia, tendo como objetivo principal, tornar conhecido o nome de Joseph Kony, tendo relativo sucesso em vários países em que se tornou um vídeo viral. Publicado no dia 5 de março, o objetivo do vídeo é tornar Joseph Kony conhecido para que autoridades americanas sintam-se pressionadas a tomar alguma atitude. Nos primeiros quatro dias, houve 52 milhões de visualizações, sendo que seis dias após a postagem do vídeo, alcançou 100 milhões de visualizações, tornando-se, conforme estudo da Visible Measures, o maior vídeo viral da história, ultrapassando vídeos muito assistidos, como a apresentação da cantora Susan Boyle no programa Britain's Got Talent em 2009, que alcançou 70 milhões de visualizações.

## Enredo
O vídeo começa a falar sobre as relações atuais das pessoas com as redes sociais e o compartilhamento de conteúdo. Logo após, mostra um adolescente vítima de Joseph Kony, Jacob, além de acusar a guerrilha Exército de Resistência do Senhor, guerrilha na qual Joseph Kony é líder, de raptar sessenta mil crianças e jovens para atuar como soldados e escravos sexuais. Jacob diz que seu irmão foi assassinado pelo grupo guerrilheiro. Como resposta, Jason Russell, líder da Invisible Children, promete a Jacob trazer Joseph Kony a justiça. O vídeo, também mostra a abordagem dos ativistas junto aos políticos para tomarem medidas e assim enviar mais recursos militares para ajudar na captura de Joseph.

## Recepção

### Apoio
O vídeo viral fez com que hashtags como #stopkony e #kony2012 se destacassem na rede social Twitter. Diversas celebridades, como Rihanna, Diddy, Lady Gaga, Bono Vox, Bill Gates, Mark Zuckerberg, além de outras celebridades, apoiaram os ativistas. Além disso, a Invisible Children arrecadou milhares de dólares em doações no primeiro dia.
Conforme Marc Dubois, diretor executivo do escritório britânico da instituição Médicos Sem Fronteiras, "a Invisible Children demonstrou o potencial de idealismo da juventude não apenas em criar consciência em relação a uma causa, mas também em arrecadar dinheiro para ela".

### Críticas
Em novembro de 2011, quando o documentário ainda estava em produção, a revista Foreign Affairs publicou um artigo em que afirmava que várias organizações, incluindo a Invisible Children, Inc., responsável pelo filme, manipulavam fatos para exagerar a escala de sequestros e assassinatos cometidos pelo Lord's Resistance Army, grupo religioso e militar de qual Kony faz parte. O vídeo também é criticado por organizações de direitos humanos por ser uma campanha oportunista.
Desde o seu lançamento, Kony 2012 foi alvo de críticas por simplificar os acontecimentos da região e sugerir informações falsas. O vídeo mostra Joseph Kony como o único responsável por diversos crimes, mas de fato, existem centenas de pessoas por trás do tráfico de pessoas em Uganda. Acredita-se também, que Joseph Kony e outros membros do LRA não estejam mais no país, mas sim na República Centro-Africana e que os fatos ocorridos no vídeo são antigos. Além disso, é criticado por um comunicado assinado pela Ministra de Informação Mary Karoro Okurut, por ser "uma tentativa errônea de voltar a escrever a história de Uganda e descreve os ugandenses como um povo incapaz de resolver seus problemas", além de ser uma "grosseira má interpretação do conflito e dos esforços realizados para colocar fim a ele".
O primeiro-ministro de Uganda, Amama Mbabazi, fez um comunicado oficial à imprensa criticando o vídeo e demonstrando que Joseph Kony não está na Uganda atualmente.

## Consequências
Eu autorizei o envio à África central de um pequeno número de soldados americanos equipados para o combate para dar auxílio às forças regionais que estão trabalhando para a remoção de Joseph Kony do campo de batalha.

Barack Obama
No dia 24 de março de 2012, a União Africana lança cinco mil soldados em Juba, capital do Sudão do Sul, para capturar Joseph Kony. Na missão, há soldados de quatro países: Sudão do Sul, República Democrática do Congo, República Centro-Africana e também de Uganda.
Os Estados Unidos, no mesmo dia, também enviaram soldados para Uganda para ajudar as forças locais que estão tentando capturar Kony. Conforme Barack Obama, os soldados não irão enfrentar as forças de Joseph Kony, exceto quando necessário para autodefesa, mas sim para dar informações para "forças de nações parceiras".

## Kony 2012 Part II: Beyond Famous
Kony 2012 Part II: Beyond Famous é a continuação do documentário Kony 2012, que foi lançada dia 5 de abril de 2012. O novo documentário mostra a repercussão do primeiro filme, além de responder as críticas sobre a simplificação do conflito. Nesse vídeo, também está o opinião de várias pessoas, como o ex-candidato a presidente em Uganda Norbert Mao, a diretora da ONG em Uganda Jolly Okot, e Dominique Nzamba, da Comissão da Justiça e Paz da República Democrática do Congo, que acreditam na importância do vídeo para chamar a atenção para o fato.